# 卡爾瑟貝倫山

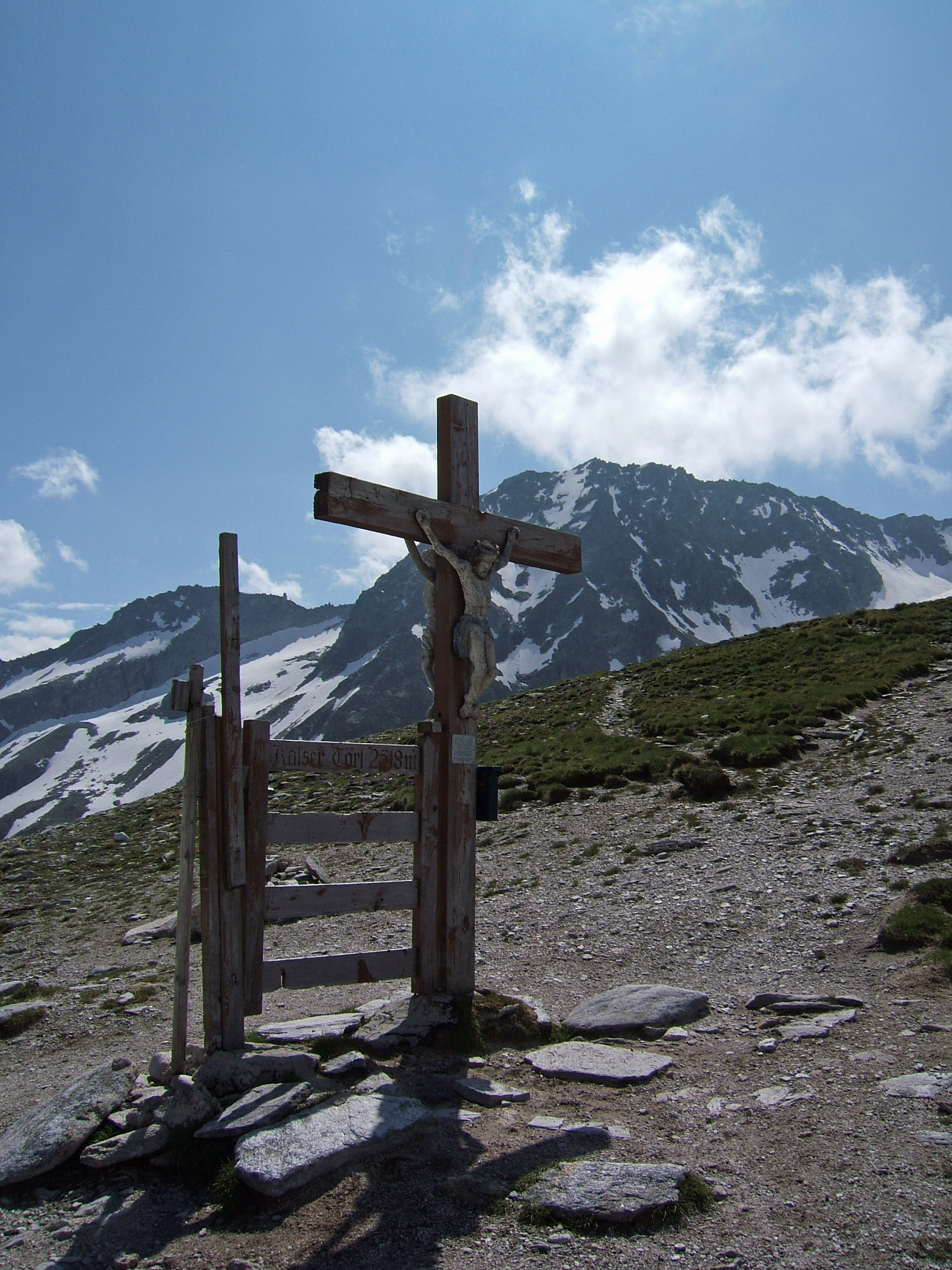

47°06′45″N 12°36′04″E / 47.1125°N 12.60111°E
卡爾瑟貝倫山（德語：Kalser Bärenkopf），是奧地利的山峰，位於該國西部，由蒂羅爾州負責管轄，屬於格拉納特山脈的一部分，距離格拉納特峰1.5公里，海拔高度3,079米，每年平均降雨量2,073毫米，人類在1894年首次登頂。